# San Roque (Antioquia)
San Roque is een gemeente in het Colombiaanse departement Antioquia. De gemeente telt 17.958 inwoners (2005).

## Externe link

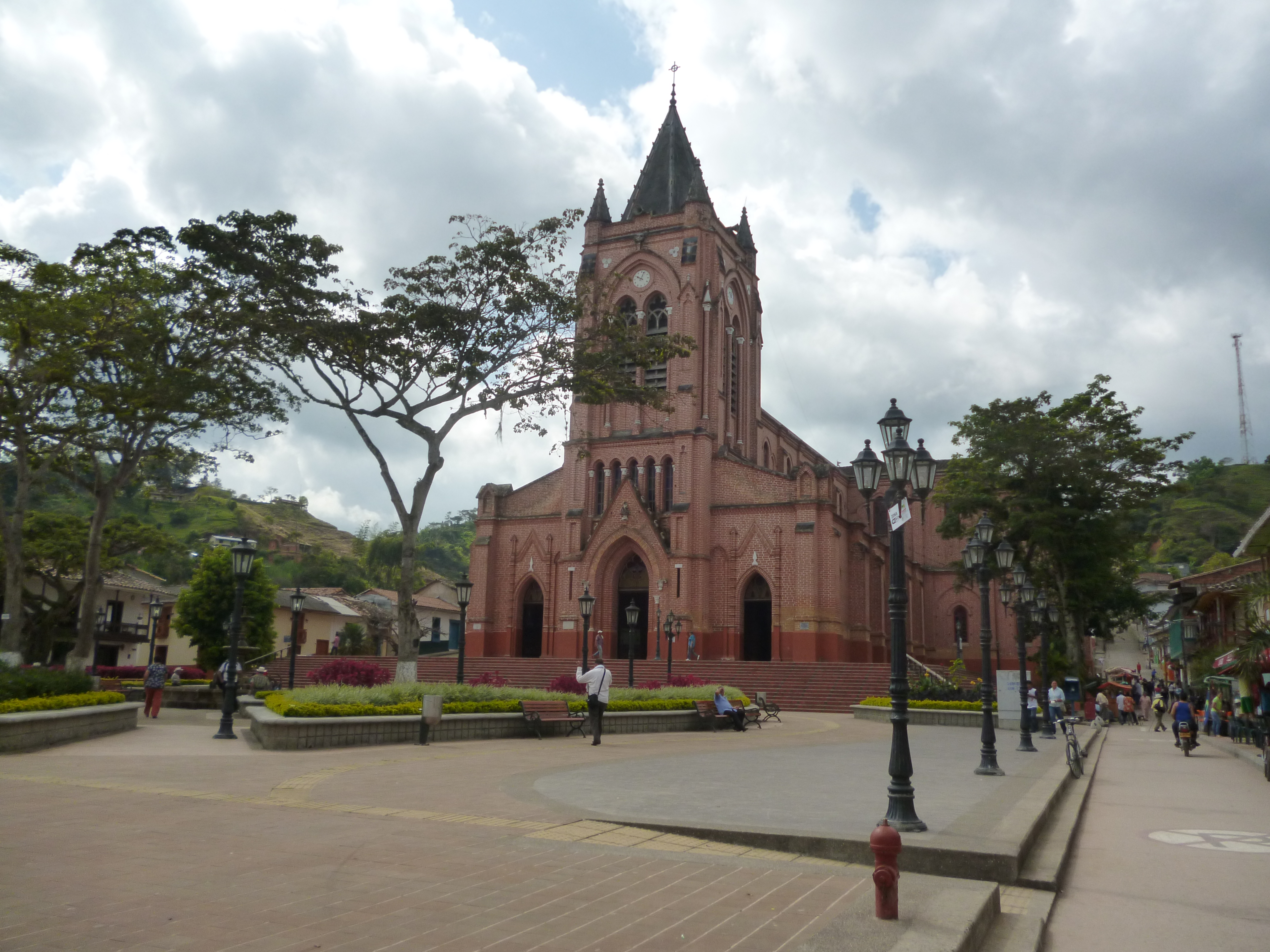
Centrum van San Roque